# Aquabacterium limnoticum
Aquabacterium limnoticum es una bacteria gramnegativa del género Aquabacterium. Fue descrita en el año 2012. Su etimología hace referencia a lago. Es anaerobia facultativa e inmóvil. Tiene un tamaño de 0,8-1 μm de ancho por 1,3-2 μm de largo. Forma colonias transparentes, convexas y lisas tras 48 horas de incubación en agar R2A. Temperatura de crecimiento entre 20-40 °C, óptima de 30-37 °C. Catalasa y oxidasa positivas. Es resistente a rifampicina. Sensible a penicilina, ampicilina, cloranfenicol, gentamicina, kanamicina, tetraciclina, novobiocina, estreptomicina, sulfametoxazol y ácido nalidíxico. Se ha aislado de una fuente de agua dulce en Taiwán. 